# I Don’t Wanna Live Forever
I Don’t Wanna Live Forever (рус. Я не хочу жить вечно) — песня, записанная британским певцом Зейном и американской певицей Тейлор Свифт как саундтрек к фильму «На пятьдесят оттенков темнее». Была написана Тейлор, Сэмом Дью и Джеком Антоноффом (он же и продюсер). Сингл был выпущен 9 декабря 2016 года лейблом Universal Music Group.

## Композиция
«I Don’t Wanna Live Forever» — электро-R&B и электропоп баллада. В треке пара обменивается «романтическими увертюрами», в некоторых частях песни Зайн использует фальцет, а Свифт размышляет о смысле их отношений.
Песня «I Don’t Wanna Live Forever» написана в тональности ля-минор и исполняется в темпе 118 ударов в минуту. Песня следует аккордовой прогрессии F-C-G-Am-F-C-G-G♯dim-Am, а вокал охватывает две октавы, от E3 до E5..

## Восприятие критиков
Нолан Финери из Entertainment Weekly подметил, что «в год с большим количеством заголовков и достаточного количества ударов по её публичному имиджу, [Тейлор Свифт] представляет её первую песню с 2014 года к большой франшизе. Возможно, она пытается изменить разговоры вокруг себя, и преуспевает в этом направлении: добро пожаловать на сексуальную сторону Тейлор Свифт». Четверо критиков с популярного сайта Idolator дали песне негативные отзывы, оценив в 3,5 балла из 10.
В 2022 году журнал Billboard включил «I Don’t Wanna Live Forever» под № 2 в список лучших коллабораций Тейлор Свифт в её карьере.

## Награды и номинации
Песня была номинирована в категории Best Collaboration на церемонии 2017 Radio Disney Music Awards и выиграла награду в категории Best Collaboration на церемонии 2017 MTV Millennial Awards. Также была номинация в категории Choice Music Collaboration award на церемонии Teen Choice Awards 2017.
Музыкальное видео выиграло награду в категории MTV Video Music Award for Best Collaboration на церемонии 2017 MTV Video Music Awards.
| Год  | Организация               | Награда                            | Результат | Ссылка |
| ---- | ------------------------- | ---------------------------------- | --------- | ------ |
| 2017 | Radio Disney Music Awards | Best Collaboration                 | Номинация | [ 14 ] |
| 2017 | MTV Millennial Awards     | Best Collaboration of the Year     | Победа    | [ 15 ] |
| 2017 | Teen Choice Awards        | Choice Music Collaboration         | Номинация | [ 16 ] |
| 2017 | MTV Video Music Awards    | Best Collaboration                 | Победа    | [ 17 ] |
| 2018 | Grammy Awards             | Best Song Written for Visual Media | Номинация | [ 18 ] |
| 2018 | Satellite Awards          | Best Original Song                 | Номинация | [ 19 ] |
| 2018 | Brit Awards               | British Video of the Year          | Номинация | [ 20 ] |
| 2018 | BMI Awards                | Award-Winning Songs                | Победа    | [ 21 ] |
| 2018 | iHeartRadio               | Titanium Awards                    | Победа    | [ 22 ] |

## Музыкальное видео
Официальное музыкальное видео песни вышло 27 января 2017 года на аккаунтах Зейна и Тейлор Свифт на YouTube одновременно, а затем загружено на канал Fifty Shades на Vevo. Режиссёр Grant Singer, продюсер Saul Germaine. К июню 2024 года видео на канале Свифт просмотрели более чем 700 млн раз.

### Синопсис
Видео начинается с того, что Малик выходит из своей машины дождливой ночью в Лондоне у отеля St. Pancras Renaissance London, а папарацци фотографируют его. Войдя в отель, он начинает петь свою партию, а когда начинается припев, он поднимается на лифте с красными огнями, затем камера переключается на другой лифт, в котором Свифт поёт свою партию и направляется в свой номер. Малик поёт припев в своём номере, а Свифт наливает в бокал шампанское. В оставшейся части видео пара в гневе швыряет предметы, такие как стаканы, лампы и подушки, по своим комнатам, на фоне мигающих синих и красных огней. Пара стоит лицом друг к другу, поёт припев (Малик поёт припев, а Свифт подпевает) и они смотрят друг на друга. Видео заканчивается тем, что Свифт лежит на кровати и поёт последнюю часть песни.

## Концертные выступления
Впервые Свифт исполнила песню «I Don’t Wanna Live Forever» в акустическом варианте в рамках своего сет-листа на мероприятии DirecTV «Super Saturday Night» 4 февраля 2017 года. Позже она исполнила песню на «Jingle Ball» радиостанции KIIS-FM в Лос-Анджелесе (1 декабря) и в программе «Jingle Bell Ball» радиосети Capital FM в Лондоне (10 декабря). Тейлор исполнила песню «I Don’t Wanna Live Forever» в качестве «песни-сюрприза» на концерте в Манчестере 9 июня 2018 года в рамках своего Reputation Stadium Tour. Она снова исполнила её в рамках The Eras Tour в качестве «сюрприз-песни» 3 июня 2023 года на втором шоу в Чикаго, 3 марта 2024 года на втором шоу тура в Сингапуре вместе с песней «Dress», 28 июля 2024 года на втором концерте в Мюнхене, исполнив мэшап с «imgonnagetyouback» и последний раз 15 ноября 2024 года на втором шоу в городе Торонто вместе с песней «Mine».

## Чарты
| Чарт (2016—2017)                           | Высшая позиция |
| ------------------------------------------ | -------------- |
| Аргентина (Monitor Latino)                 | 19             |
| Австралия (ARIA)                           | 3              |
| Австрия (Ö3 Austria Top 40)                | 2              |
| Бельгия/Фландрия (Ultratop 50)             | 7              |
| Бельгия/Валлония (Ultratop 50)             | 2              |
| Канада (Canadian Hot 100)                  | 2              |
| Канада (Billboard AC)                      | 24             |
| Канада (Billboard CHR/Top 40)              | 2              |
| Канада (Billboard Hot AC)                  | 2              |
| Чехия (Rádio — Top 100)                    | 15             |
| Чехия (Singles Digitál Top 100)            | 2              |
| Denmark (Tracklisten)                      | 2              |
| Европа (Billboard Euro Digital Song Sales) | 3              |
| Финляндия (Suomen virallinen lista)        | 7              |
| France (SNEP)                              | 4              |
| Германия (GfK)                             | 2              |
| Венгрия (Rádiós Top 40)                    | 21             |
| Венгрия (Single Top 40)                    | 3              |
| Iceland (RÚV)                              | 17             |
| Ирландия (IRMA)                            | 4              |
| Израиль (Media Forest)                     | 6              |
| Italy (FIMI)                               | 5              |
| Ливан (Lebanese Top 20)                    | 3              |
| Люксембург (Billboard)                     | 2              |
| Малайзия (RIM)                             | 2              |
| Нидерланды (Dutch Top 40)                  | 8              |
| Нидерланды (Single Top 100)                | 6              |
| Новая Зеландия (Recorded Music NZ)         | 4              |
| Norway (VG-lista)                          | 2              |
| Philippines (Philippine Hot 100)           | 80             |
| Польша (Polish Airplay Top 100)            | 14             |
| Португалия (AFP)                           | 2              |
| Romania (Media Forest)                     | 6              |
| Шотландия (OCC Scotland)                   | 4              |
| Словакия (Singles Digitál Top 100)         | 2              |
| Slovenia (SloTop50)                        | 16             |
| Испания (PROMUSICAE)                       | 1              |
| Швеция (Sverigetopplistan)                 | 1              |
| Швейцария (Schweizer Hitparade)            | 2              |
| Великобритания (OCC UK Singles)            | 5              |
| США Billboard Hot 100                      | 2              |
| США (Billboard Adult Contemporary)         | 16             |
| США (Billboard Adult Pop Airplay)          | 2              |
| США Dance Club Songs (Billboard)           | 33             |
| США Dance/Mix Show Airplay (Billboard)     | 3              |
| США (Billboard Pop Airplay)                | 2              |
| США Rhythmic (Billboard)                   | 20             |

## Сертификации
| Регион                                                                      | Сертификация       | Продажи   |
| --------------------------------------------------------------------------- | ------------------ | --------- |
| Австралия (ARIA)                                                            | 7× Платиновый      | 490 000   |
| Бельгия (BEA)                                                               | Платиновый         | 20 000    |
| Бразилия (ABPD)                                                             | Бриллиантовый      | 250 000   |
| Канада (Music Canada)                                                       | 7× Платиновый      | 560 000   |
| Дания (IFPI Danmark)                                                        | 2× Платиновый      | 180 000   |
| Франция (SNEP)                                                              | Бриллиантовый      | 233 333   |
| Германия (BVMI)                                                             | 3× Золотой         | 600 000   |
| Италия (FIMI)                                                               | 3× Платиновый      | 150 000   |
| Мексика (AMPROFON)                                                          | Платиновый+Золотой | 90 000    |
| Новая Зеландия (RMNZ)                                                       | Платиновый         | 30 000    |
| Норвегия (IFPI Norway)                                                      | 4× Платиновый      | 240 000   |
| Польша (ZPAV)                                                               | Бриллиантовый      | 250 000   |
| Португалия (AFP)                                                            | Платиновый         | 10 000    |
| Испания (PROMUSICAE)                                                        | Платиновый         | 40 000    |
| Швеция (GLF)                                                                | Платиновый         | 40 000    |
| Великобритания (BPI)                                                        | 2× Платиновый      | 1 200 000 |
| США (RIAA)                                                                  | 4× Платиновый      | 4 000 000 |
| Данные о продажах + прослушиваниях приведены только на основе сертификации. |                    |           |